# كلارك تيري
كلارك تيري (بالإنجليزية: Clark Terry)‏ هو بواق وكاتب أغاني وملحن أمريكي، ولد في 14 ديسمبر 1920 في سانت لويس في الولايات المتحدة، وتوفي في 21 فبراير 2015 في باين بلاف في الولايات المتحدة بسبب السكري.

## حياته المبكرة
وُلد كلارك في 14 ديسمبر 1920 لوالديه كلارك فيرجيل تيري وماري تيري في سانت لويس، ميزوري. درس في مدرسة فاشون الثانوية، وبدأ مسيرته المهنية في أوائل الأربعينيات، حيث كان يعزف في النوادي المحلية. وخلال الحرب العالمية الثانية خدم كعازف فرقة البحرية الأمريكية. كانت آلته الموسيقية الأولى هي الترمبون.

## وصلات خارجية
- الموقع الرسمي
- كلارك تيري على موقع IMDb (الإنجليزية)
- كلارك تيري على موقع ميوزك برينز (الإنجليزية)
- كلارك تيري على موقع أول ميوزيك (الإنجليزية)
- كلارك تيري على موقع ديسكوغز (الإنجليزية)
- كلارك تيري على موقع قاعدة بيانات الفيلم (الإنجليزية)